# ハッピィ★ボーイズ
『ハッピィ★ボーイズ』は2007年4月2日放映開始のテレビドラマ及び、ドラマより先行して月刊ウィングスで連載したコミカライズ作品。

## 概要
執事喫茶「レディ・ブラガンサ」を舞台にした青春コメディ。

## ドラマ
2007年4月から同年6月までテレビ東京系で放映された。

### キャスト
- 瀬川恭一（シヴァ＠新葉）：瀬戸康史
- 赤坂純太（レンジョウ＠恋焦）：鎌苅健太
- 北村浩輔（アイボリー）：加藤慶祐
- 稲田玄（シルク）：進藤学
- 鶴岡こころ（イヴ）：永嶋柊吾
- 府川紀一：菅原永二
- 片ノ坂徹：田中哲司
- 渋川一蔵：藤村俊二

### ゲスト
- 古瀬詩織（シオリーヌ）：小松愛  - 1・2話
- 楠木香苗：上野なつひ  - 3・4話
- 森脇ひかり：森下仁佐恵  - 5・6話
- 丸茂：植村好宏  - 5・6話
- 栗原愛：池田香織  - 7・8話
- 真田勇作：橋本淳  - 7・8話
- 愛川ゆりえ：峯村リエ  - 9・10話
- 高橋：豊永利行  - 9・10話
- キャサリン・ブラガンサ：木野花  - 11・12・13話

### スタッフ
- 脚本：大野敏哉、蒲田幸成
- 音楽：海田庄吾
- 企画：松本慶明、菊池浩二
- プロデュース：森谷雄
- 音楽プロデューサー：堀正明
- 監督：田澤直樹、八木一介
- 制作：アットムービー・クリエイティヴ
- 製作：マーベラスエンターテイメント、読売広告社、オプトロム、アットムービー

### 主題歌
- オープニングテーマ：SHAKALABBITS『KARENA』
- エンディングテーマ：WALKABOUT『もっと遠くに』

### サブタイトル
| 各話   | 放送日（テレビ東京） | サブタイトル                          |
| ------ | -------------------- | ------------------------------------- |
| 第1話  | 2007年4月02日        | ナンバー１よりスペシャル１であれ 前編 |
| 第2話  | 2007年4月02日        | ナンバー１よりスペシャル１であれ 後編 |
| 第3話  | 2007年4月09日        | 孤独のフットマン 前編                 |
| 第4話  | 2007年4月23日        | 孤独のフットマン 後編                 |
| 第5話  | 2007年4月30日        | カップ一杯の愛 前編                   |
| 第6話  | 2007年5月07日        | カップ一杯の愛 後編                   |
| 第7話  | 2007年5月14日        | 初恋は五つの味 前編                   |
| 第8話  | 2007年5月21日        | 初恋は五つの味 後編                   |
| 第9話  | 2007年5月28日        | さよならBOYS 前編                     |
| 第10話 | 2007年6月04日        | さよならBOYS 後編                     |
| 第11話 | 2007年6月11日        | 涙の卒業試験 前編                     |
| 第12話 | 2007年6月18日        | 涙の卒業試験 後編                     |
| 最終話 | 2007年6月18日        | レディ・ブラガンサよ、永遠なれ        |

### TV未公開オリジナルDVD
- 恭一＆玄の　～幸せのメニューでございます、お嬢様。～
- 純太＆こころの　～幸せのメニューでございます、お嬢様。～
- 浩輔の　～幸せのメニューでございます、お嬢様。～

## 漫画
立野真琴により、月刊ウィングスで2007年4月号から2008年2月まで連載された。キャラクターなど設定はドラマ版を踏襲しているがエピソードは漫画オリジナルのストーリーである。
1. 2007年6月9日発売[1]、ISBN 9784403618680
2. 2008年3月24日発売[2]、ISBN 9784403618956